# Thecla caramba
Thecla caramba är en fjärilsart som beskrevs av Clench 1944. Thecla caramba ingår i släktet Thecla och familjen juvelvingar. Inga underarter finns listade i Catalogue of Life.

## Bildgalleri

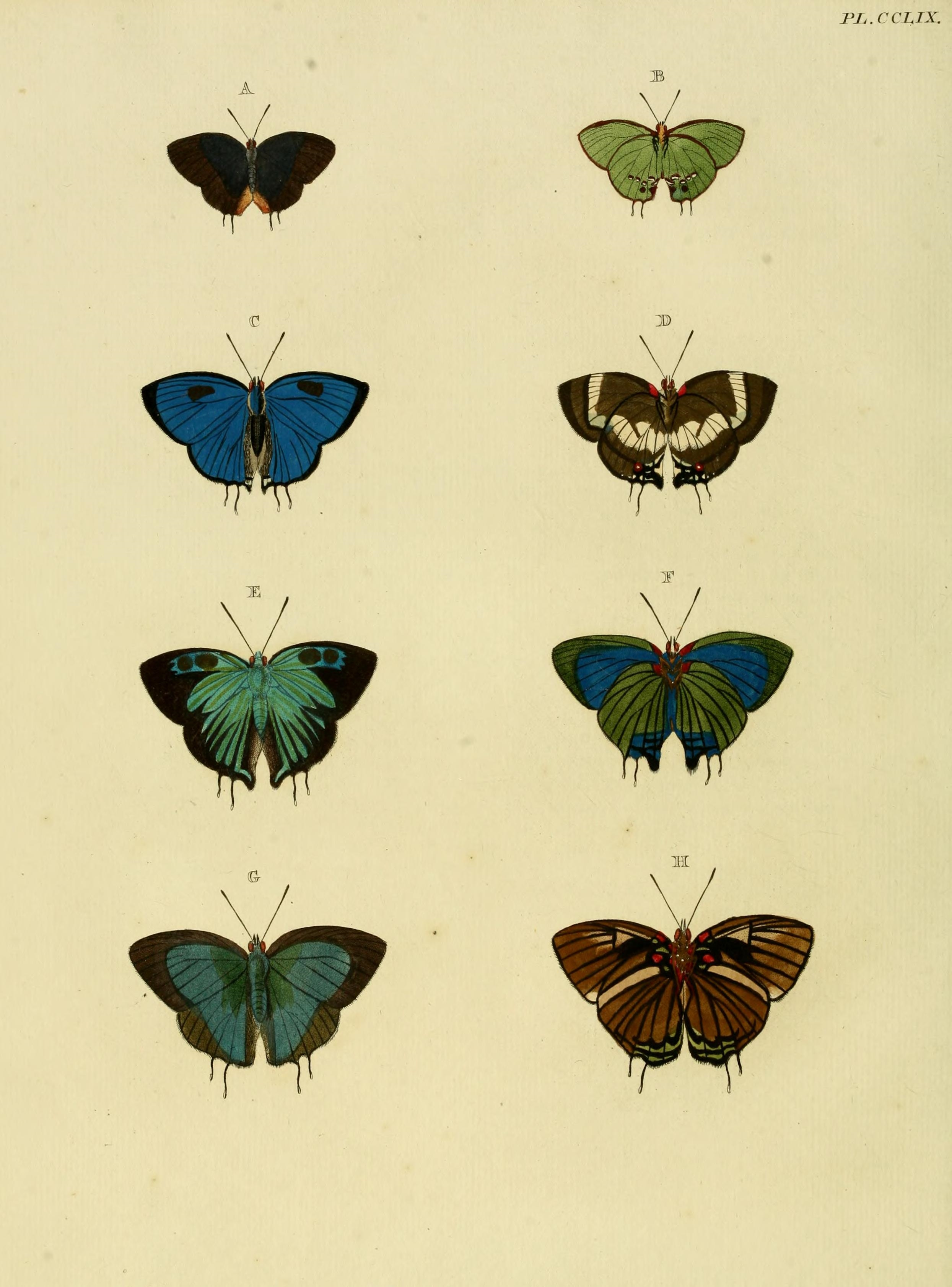